# 아세안 자유 무역 지대

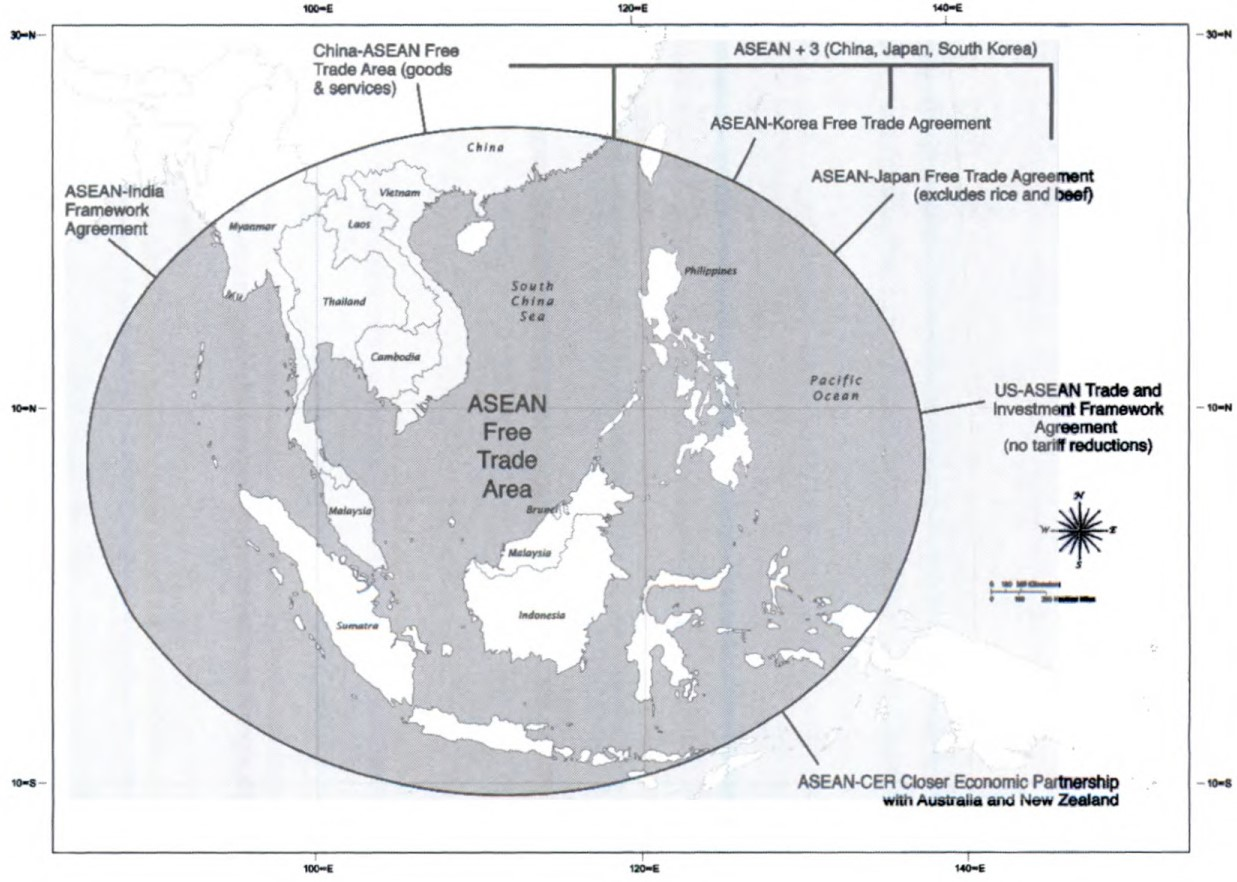
동남아시아의 자유 무역 지대

아세안자유무역지대(ASEAN Free Trade Area, AFTA)는 가장 초보적인 경제 통합단계로서 동남아시아 국가 연합(아세안) 회원국들간의 교역시 제한적 품목에 대한 관세인하 및 수량제한을 철폐하기로 한 지역 경제통합체이다. 가공 농산물을 포함한 모든 공산품에 대해 관세인하 및 수량제한을 철폐하기로 하고, 2003년까지 체결을 목표로 1993년부터 본격적인 관세인하 조치를 시작하였다.

## 같이 보기
- 한-아세안 자유 무역 협정